# Віденський гурток
Ві́денський гурто́к (нім. der Wiener Kreis) — об'єднання філософів, утворене в 1922. Його найвизначнішими представниками були Моріц Шлік (1882—1936), Отто Нейрат (1882—1945), Рудольф Карнап (1891—1970), Ганс Райхенбах (1891—1953), Альфред Еєр (1910—1989) та ін.
Група філософів і вчених, сформована і організована професором Моріцом Шліком при кафедрі індуктивних наук Віденського університету в 1922 році, отримала назву «Віденський гурток» та стала ідейним ядром логічного позитивізму (неопозитивізму). У роботі гуртка брали участь: математик Курт Гедель, логік Рудольф Карнап, соціолог Отто Нейрат, фізики і філософи Герберт Фейгль, Філіп Франк, Фрідріх Вайсман і математик Ганс Ган. У 1929 році на конференції в Празі Нейрат від імені гуртка виступив з маніфестом «Наукове розуміння світу. Віденський гурток», в якому були сформульовані основні принципи неопозитивізму. У Маніфесті були зазначені ті напрямки філософської та наукової думки, продовжувачами яких вважали себе члени гуртка.
Незважаючи на деякі розбіжності в поглядах, представників Віденського гуртка об'єднує спільна мета — звести філософію до логічного аналізу мови науки, а також піддати філософське і наукове знання критичному аналізу з позицій принципу верифікації, сформульованого Моріцом Шліком. Він виходив із того, що все наукове знання є узагальненням і ущільненням «чуттєво-даного» і робив висновок про те, що все на правду наукове знання має бути редукованим до «чуттєво-даного».
В рамках Віденського гуртка була розвинено і дещо абсолютизовано гіпотетично-дедуктивний метод наукового дослідження.
В епоху австрофашизму та після анексії Австрії нацистською Німеччиною більшість членів Віденського гуртка були змушені емігрувати. Вбивство Шліка в 1936 році колишнім студентом Йоганном Нельбеком поклало край Віденському гуртку в Австрії.

### Єдина наука
Кінцевою метою Віденського гуртка була єдина наука, тобто побудова «конститутивної системи», в якій кожне законне твердження зводиться до понять нижчого рівня, які безпосередньо стосуються даного досвіду . «Спроба полягає в тому, щоб пов’язати та гармонізувати досягнення окремих дослідників у їхніх різних галузях науки».  З цієї мети випливає пошук ясності, охайності та символічної мови, яка усуває проблеми, що виникають через неоднозначність природної мови. Віденський гурток опублікував збірку під назвою Einheitswissenschaft ( «Єдина наука ») за редакцією Рудольфа Карнапа, Філіпа Франка, Ганса Хана, Отто Нeйрата, Йоргена Йоргенсена (після смерті Хана) та Чарльза В. Морріса (з 1938 року), метою якої було представити єдине бачення науки. Після публікації в Європі семи монографій з 1933 по 1939 рр. збірка була завершена через проблеми, що виникли внаслідок Другої світової війни. У 1938 році в США почалася нова серія публікацій. Це була Міжнародна енциклопедія єдиної науки, амбітний проект, який ніколи не був завершений і присвячений єдиній науці. Вийшов лише перший розділ «Основи єдності наук»; він містить два томи загалом двадцяти монографій, опублікованих з 1938 по 1969 рік. Як згадують Рудольф Карнап і Чарльз Морріс у передмові до видання International Encyclopedia of Unified Science 1969 року:
Енциклопедія була зароджена ідеєю Отто Нейрата. Це малося на прояві єдності наукового руху [...] Початкові плани щодо Енциклопедії були амбітними. Крім двох вступних томів, мав бути розділ про методологію наук, один про існуючий стан уніфікації наук і, можливо, розділ про застосування наук. Планувалося, що робота в цілому становитиме близько двадцяти шести томів (260 монографій)

—   
Добре відома робота Томаса Куна «Структура наукових революцій», що була опублікована в цій Енциклопедії в 1962 році під номером два у другому томі.